# Mod
Ez a szócikk egy életstílusról szól. Hasonló címmel lásd még: Modding
A modok egy londoni szubkultúra képviselői voltak az 1960-as években.

## Története
Az 1960-as évek közepén a mod kultúra erősen konfrontálódott az elkényeztetett középosztálybeli hippikkel. Korai zenei stílusuk fekete gyökerekhez köthetők (ska, reggae, korai R&B, soul, northern soul), később pedig a híresebb The Who együttes és más brit zenekarok (The Kingsmen, Small Faces, The Kinks) tették ki. Fogyasztás- és divatközpontúsággal szokás őket jellemezni. A legújabb elegáns ruhákba öltözködtek, mottójukhoz híven, miszerint: a ruha teszi az embert. Ennek volt következménye, a rockerekkel való utcai harcaik, mivel lenézték őket a "bőrdzsekis" stílusuk miatt. A stílus elengedhetetlen része a robogó volt, legjellemzőbben a Vespa és Lambretta típus. Miután Angliában kötelezővé vált a tükrök használata a robogókon, a modok az előírt 2 helyett lényegesen több, akár 10-30 tükröt is felszereltek. Ideológiájukat tekintve nem lehet őket egyértelműen besorolni. Kis részüket alkotó hardmod csoport tekinthető a skinhead-ek elődjének. A két szubkultúra közti szakadás azért következett be, mert a skinheadek büszkén vállalták a munkásosztályhoz való tartozásukat, míg a modok inkább a középosztálybeliekhez hasonlítottak.

## A második hastingsi csata
Közvetlen előzményei az 1964 húsvétján a modok és a rockerek között kitört Clacton körüli harcok voltak. Majd a 4 napos munkaszünet alatt Brightonnál újabb harcok kezdődtek melyek később átgyűrűztek Hastingsbe és körülbelül két napig tartottak. Innen kapta ez az összecsapás a második hastingsi csata nevet utalván az 1066-os normann győzelemmel végződött csatára.

## Mod revival
A The Who együttes 1973-as Quadrophenia albuma és az ez alapján készült 1979-es Quadrophenia film jelentette a mod-revival kezdetét, amivel újra népszerűvé vált a mod életstílus. A zenei részét egyértelműen a The Jam együttes vezette. A mod és mod-revival későbbi hatásai érezhetők az 1990-es évekbeli britpop stíluson is. Sok britpop együttes említi a befolyásai közt a The Jam és más mod zenekarokat.